# Illa del Portitxol
L'Illa del Portitxol és un illot situat entre els caps de Martí al nord i de la Nau al sud. Està situat a la badia del Portitxol, davant la platja homònima, en el terme municipal de Xàbia (Marina Alta, País Valencià)

## Geografia
Es tracta d'una illa massissa de forma rodona amb una superfície de 8,3 hectàrees. La seua orografia és muntanyenca i rocallosa, arribant als 75 metres d'altura. En la seua part més alta existeix una xicoteta construcció i tota l'illa està travessada per diversos senders fets per excursionistes.
La part superior de l'illa té una superfície d'aproximadament 1700 metres quadrats. Durant el segle xx va patir importants transformacions per al seu ús agrícola. Es van construir diversos bancals en terrassa i perimetrats per un muret. També van ser construïts tres sequers de pansa de sol, un forn d'escaldar raïm per fer pansa i un casup amb un aljub. Totes estes estructures es localitzen en la part més alta de l'illa, que ocupa la meitat de llevant.

## Història
L'illa del Portitxol és un dels tres assentaments litorals d'època romana de Xàbia. El jaciment és conegut d’antic, amb diverses i poc extenses referències bibliogràfiques. Va arribar a estar habitada periòdicament i s'han trobat restes de soterraments i restes arqueològiques d'època romana.
A l'illa van aparéixer, durant les transformacions agrícoles fetes al passat segle, basaments de murs, paviments de morter, un paviment de lloses de marbre i una basa de columna de pedra tosca, així com dos enterraments. A més, son nombroses les restes de ceràmica recuperades al jaciment, amb alguns fragments de ceràmiques de l'edat del bronze, ceràmiques fenícies, i especialment d'època romana, amb unes cronologies que podem situar entre el segle I aC i el segle V dC, amb percentatges de materials elevats durant els segles IV i V aC. A partir d'aqueix moment l’illa va ser abandonada, ocupant-se de nou en època medieval andalusina.
La badia del Portitxol va tindre importància com a lloc d'ancoratge per a embarcacions, tal com s'observa per la presència de ceps d'àncora i les nombroses àmfores trobades al fons de la badia. Així mateix, el topònim Portitxol també faria referència a aquesta activitat comercial com a port, ja que és una paraula derivada de la forma llatina porticeolu (port xicotet).
A finals del segle xix, Bartolomé Cholbi Vives va comprar l'illa als germans Antonia, Josefa, María i Francisca Pastor Cardona, en contracte verbal, que va ser ratificat en l'expedient del jutjat municipal de Xàbia el 15 de desembre de 1900. La família Cholbi, mariners de professió, es traslladaren a Melilla. Bartolomé va acumular deutes per impagament de la contribució rústica, per la qual cosa l'illa va ser embargada i subhastada l'any 1926, per un deute de 5425 pessetes. La primera subhasta va quedar deserta. En la segona, després d'aplicar-se una quitació, el seu fill, Francisco Cholbi Diego ofereix 2000 pessetes, que són acceptades i es remata la subhasta.
A la mort de Francisco Cholbi Diego en 1954, l'illa va ser heretada pel seu fill, Francisco Cholbi Mata, resident a Melilla. Aquest la va posar en venda, anunciant-ho en els periòdics valencians i madrilenys. L'illa va ser comprada per Guillermo Pons Ibáñez l'any 1957, qui la va hipotecar el 1972 com a garantia d'un préstec concedit pel Banc Industrial de Catalunya per un import de 15 milions de pessetes. Amb aquest prèstec, Guillermo Pons va continuar adquirint sòl al Portitxol, fins a reunir 98 escriptures de propietat. A la mort de Guillermo Pons en 1997, l'illa va passar a mans dels seus nebots, que són els propietaris actualment.
L'illa va ser declarada Bé d'Interés Cultural any 2018 per la Generalitat Valenciana com a zona arqueològica.

## Galeria d'imatges

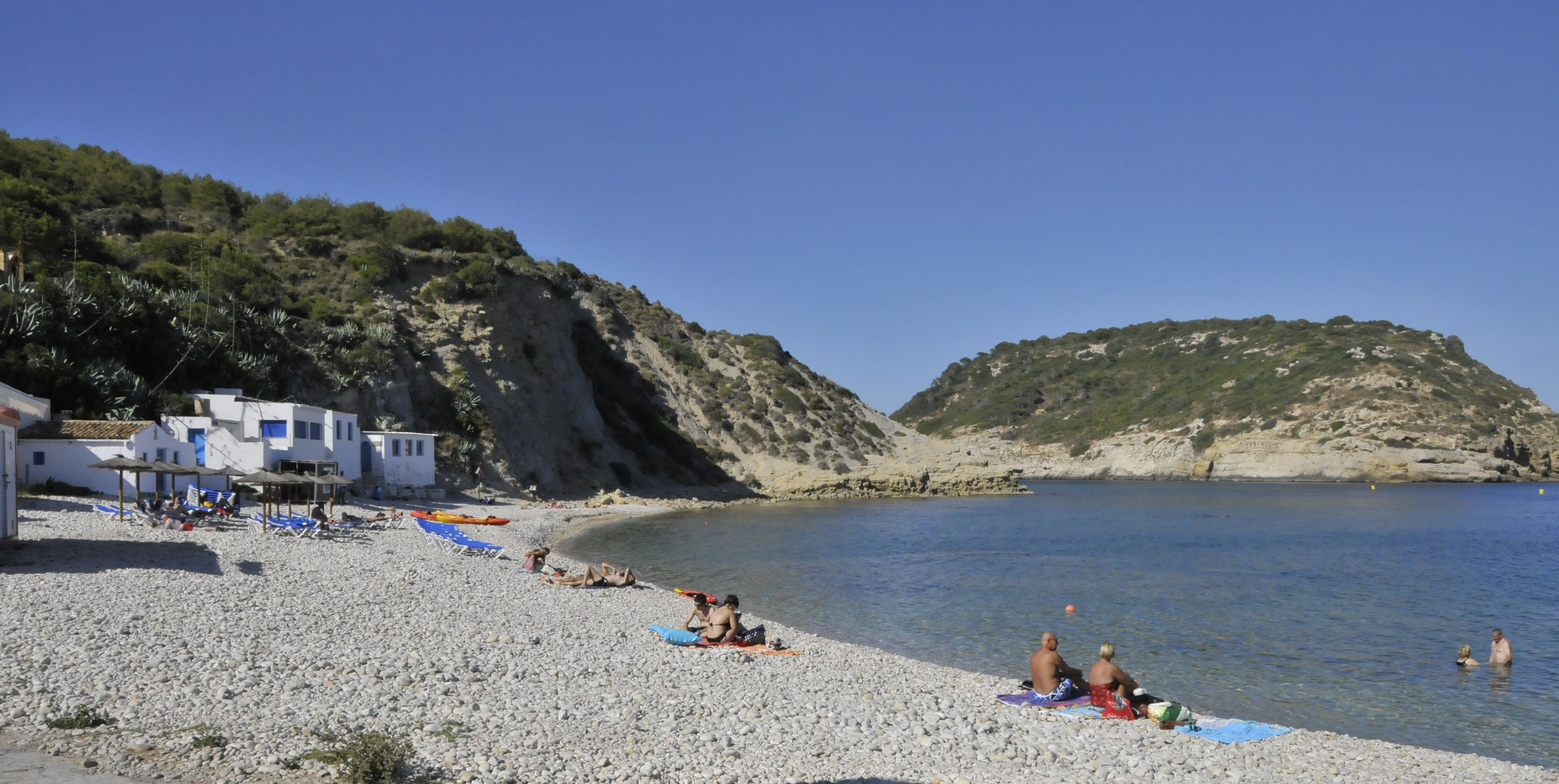
Vista des de la Cala del Portitxol
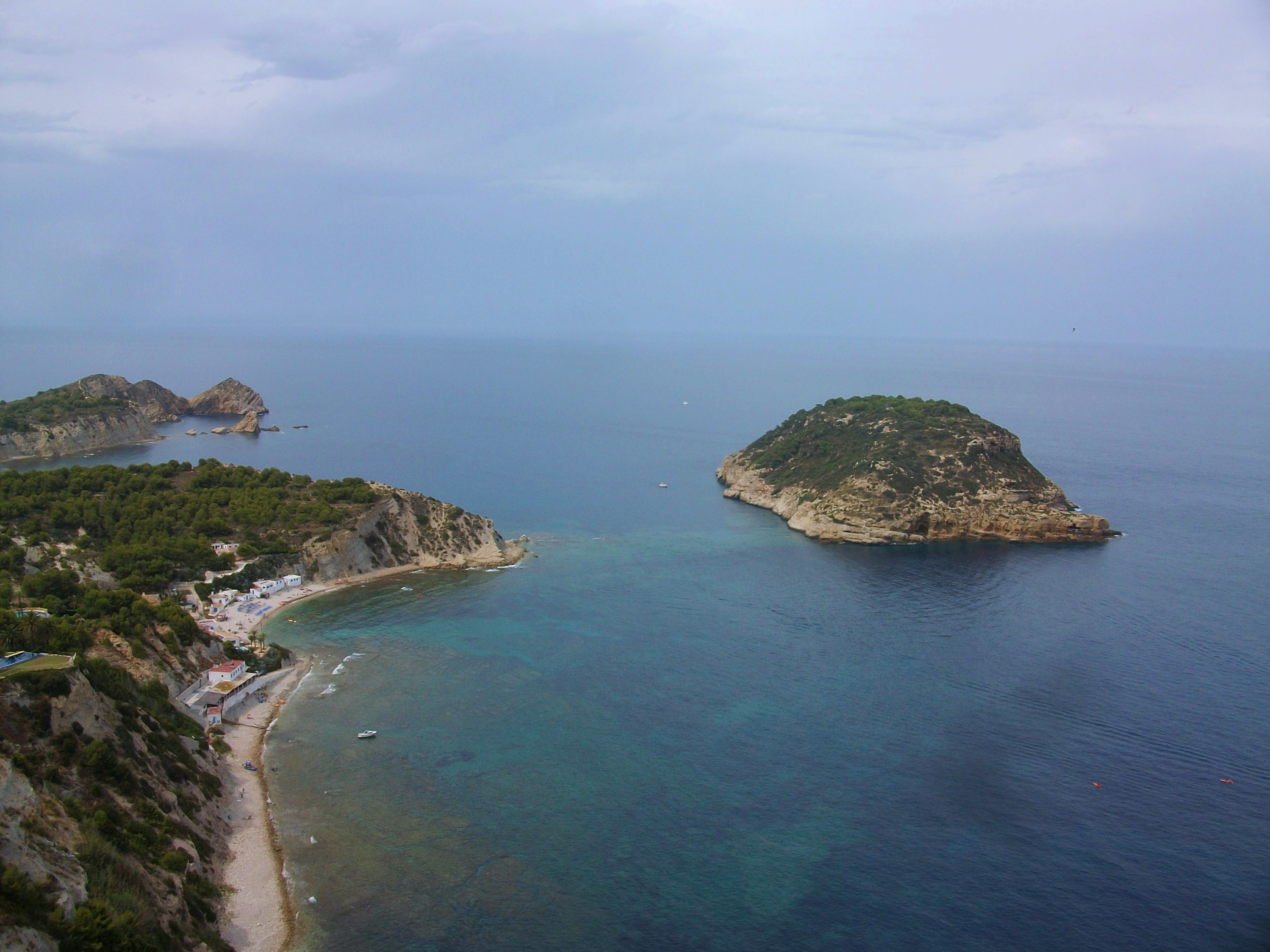
Vista des del mirador de la Falzia
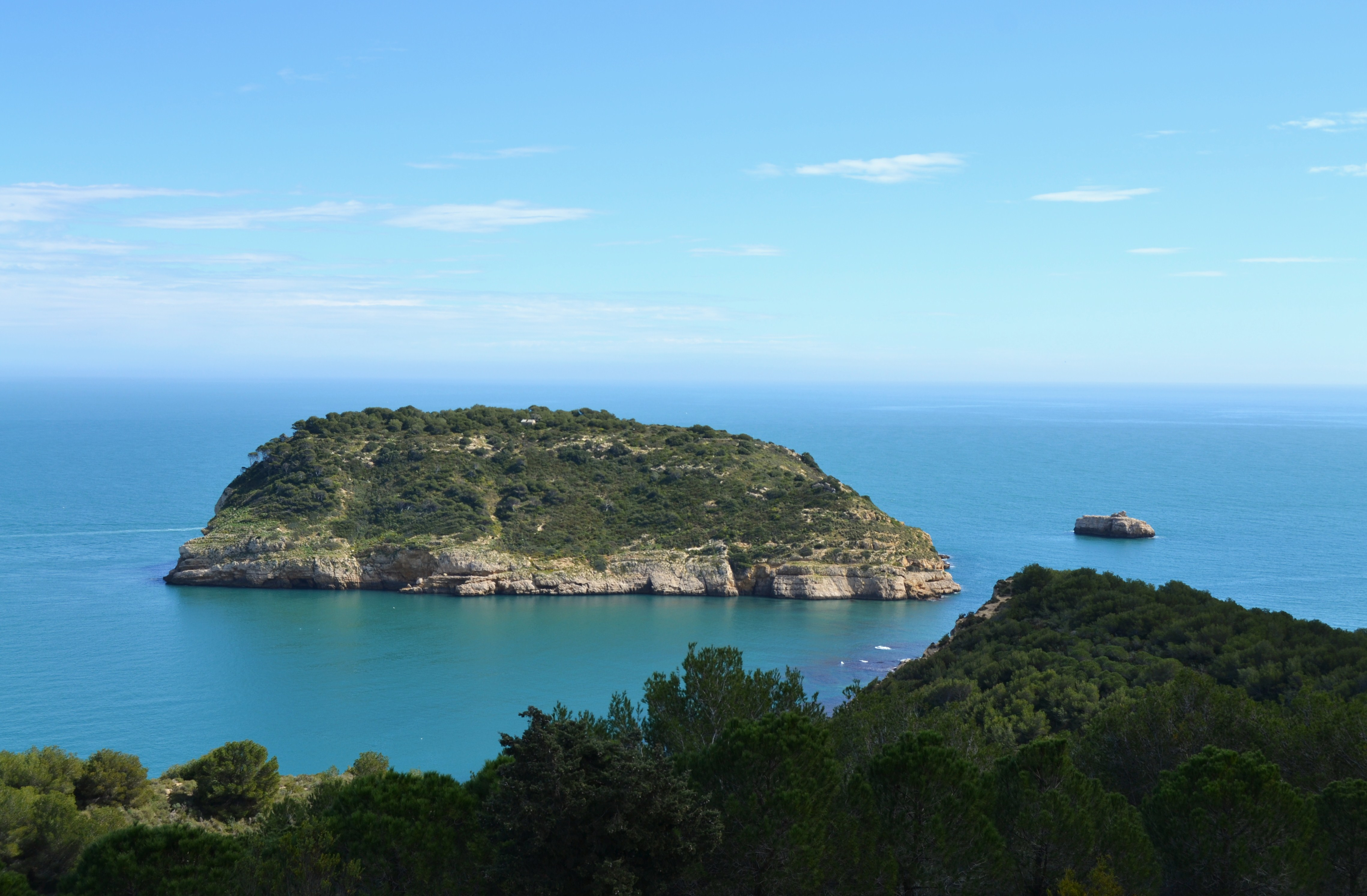
Vista general de l'illa del Portitxol